# Ključ (2007.)
Ključ (La clef) francuski je film iz 2007. godine. Redatelj filma je Guillaume Nicloux.

## Radnja
Eric Vincent (Guillaume Canet) saznaje da mu je umro otac kojeg nikada nije poznavao. On se tako odluči susresti s tajanstvenim čovjekom koji je poznavao njegovog oca i čuvao njegov pepeo, ali sve kreće u krivom smjeru... uskoro koketira sa sumnjivom ženom, a te iste večeri biva napadnut. Svađa se sa suprugom, prebiju ga nemilosrdni narko dileri, ali unatoč svemu on žarko želi saznati pravu istinu o svojem ocu čak i pod cijenu života. Policajka Michele Varin (Josiane Balasko) istražuje ubojstvo čovjeka koji je živ spaljen i otmicu bebe iz majčine utrobe. Privatni istražitelj Francois Maneri (Thierry Lhermitte) zaposli prijatelja da uđe u trag njegovoj otuđenoj kćeri koja je zadnji put viđena kako radi kao prostitutka.

## Uloge
| Lik u filmu     | Glumac/glumica    |
| --------------- | ----------------- |
| Éric Vincent    | Guillaume Canet   |
| Audrey          | Marie Gillain     |
| Cécile          | Vanessa Paradis   |
| Michèle Varin   | Josiane Balasko   |
| François Maneri | Thierry Lhermitte |
| Joseph Arp      | Jean Rochefort    |
| Florence Arp    | Françoise Lebrun  |
| Solange         | Maria Schneider   |

## Vanjske poveznice
- Ključ (2007.) u internetskoj bazi filmova IMDb-a